# Національний академічний Великий театр опери та балету Республіки Білорусь
Національний академічний Великий театр опери та балету Республіки Білорусь (біл. Нацыянальны акадэмічны Вялікі тэатр опэры і балету Рэспублікі Беларусь; рос. Национальный академический Большой театр оперы и балета Республики Беларусь) — єдиний оперний театр і найбільший театр у Білорусі, розташований у столиці держави місті Мінську, головна музична і театральна сцена країни.

## Загальні дані
Національний академічний Великий театр опери та балету Республіки Білорусь розташований в історичному районі Мінська — Троїцькому передмісті у величній будівлі, оточеній мальовничим парком, за адресою:
пл. Паризької Комуни, буд. 1, м. Мінськ (Білорусь).
Будинок мінської опери є взірцем радянського міжвоєнного конструктивізму (автори — Й. Г. Лангбард, Г. Лавров), нині — пам'ятка архітектури національного значення.
Вистави в театрі відбуваються обома державними мовами країни — білоруською та російською.
На початок 2010 року генеральний директор театру — Володимир Павлович Гридюшко, головний диригент Віктор Михайлович Плоскина, художній керівник балету Юрій Антонович Троян, головний хормейстер Ніна Йосипівна Ломанович, головний художник Олександр Олександрович Костюченко.

## З історії театру

### Початки театру і довоєнний розвиток
Державний театр опери та балету БРСР був створений на базі студії й відкрився 25 травня 1933 року постановкою опери «Кармен» з Ларисою Александровською в заглавній ролі. Власного приміщення заклад на той час не мав, і аж до 1938 року всі його вистави відбувалися на сцені Білоруського драматичного театру.
У 1934 році розпочалось масштабне будівництво приміщення Мінського оперного театру за проектом відомого радянського архітектора Йосипа Лангбарда (в стилі радянського конструктивізму). Будівництво велося на місці знесеного найдавнішого в місті Троїцького базару (кірмашу), і тривало доволі довго — 5 років, причому 1937 року першопочатковий плян був переопрацьований у бік зменшення видатків і, відповідно, розмірів будівлі. Нарешті 10 березня 1938 року відбулося урочисте відкриття новозбудованого оперного театру в Мінську.
У перші роки роботи театру на сцені були поставлені опери: «Князь Ігор», «Євгеній Онєгін», «Пікова дама», «Лебедине озеро» тощо
У 1939—40 роки на сцені театру було здійснено постановки перших білоруських національних опер — «Міхась Падгорны» Є. К. Тикоцького, «У пушчах Палесся» А. В. Богатирьова, «Кветка шчасця» А. Є. Туренкова та перший національний балет «Салавей» М. Є. Крошнера.
Перші діячі театру — І. О. Гітгарц (художній керівник), Г. Н. Петров (диригент), О. М. Борисович (режисер), Л. В. Крамаревський (балетмейстер); солісти співів — Л. П. Александровська, Р. В. Млодек, С. Ю. Друкер, І. М. Болотін, М. І. Денисов; солісти балету — А. В. Ніколаєва, Т. С. Узунова, Ю. В. Хераско, С. В. Дречин тощо.
Під час німецької окупації 1941—44 рр. театр зазнав ушкоджень — у перші ж дні німецько-радянської війни в приміщення поцілила авіабомба, зруйнувавши глядацьку залу, представники окупаційної влади влаштували в напівзруйнованій будівлі стайні, а інтер'єри та оздоблення театру розграбували й вивезди до Німеччини.
Колектив закладу в цей час перебував на евакуації в Горькому (зараз Нижній Новгород), де в місцевому оперному театрі навіть працювала доволі значна (50 осіб) група мінських солістів, потому в Коврові.

### Мінський оперний після II Світової
Після зайняття міста радянськими військами (1944) театр було ретельно реконструйовано й добудовано, зокрема, з'явилися ярусні балкони в глядацькій залі. Під час відновлювальних робіт усередині будівлі використовувались заамльовки Андрія Бембеля.

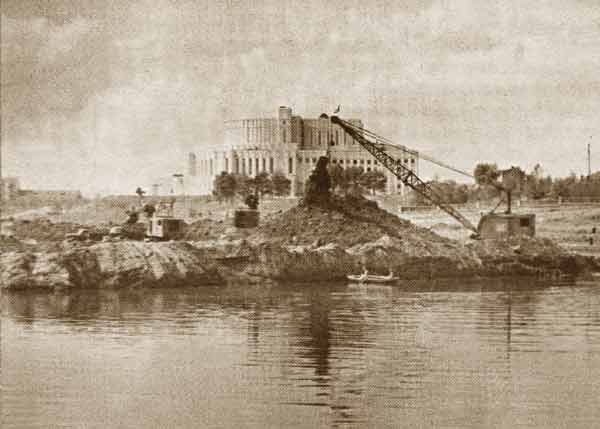
Вид на театр під час робіт зі спорудження набережної Свіслочі, 1952

Реконструкція приміщення мінської опери тривала три роки й завершилась у 1948 році. Навколо театру було організовано парк, також спроектований Лангбардом. Колектив же театру, що повернувся відразу по звільненні Мінська, відновивши діяльність, деякий час давав вистави у Окружному Будинку офіцерів.
1947 року реконструйовану будівлю театру було відкрито прем'єрною постановкою однієї з найкращих національних опер «Кастусь Каліноўскі» Д. А. Лукаса. Довоєнний репертуар вдалося повністю відновити лише 1949 року. Загалом наприкінці 1940 — у 1950-х рр. було здійснено постановки, що увійшли до золотого фонду білоруського оперного театру — балет «Князь-озеро» В. А. Золотарьова (1949), «Дзяўчына з Палесся» Тикоцького (1953) тощо, а також опер класичного репертуару — «Борис Годунов», «Садко», «Иван Сусанин» (1950), «Мазепа» тощо. 1955 року з'явився перший дитячий оперний спектакль «Марынка».
Упродовж 1967 року відбулися нові реставраційні й будівельні роботи — в результаті будівля отримала низький шоломоподібний дах. А 1978 року відбувалась нова реконструкція будівлі.
У колишньому Радянському Союзі театр мав стійку репутацію одного з найяскравіших та відкритих до творчих пошуків оперних колективів, за що 1940 року отримав звання «Великий», а 1964-го — «академічний».
Розквіт Мінського оперного театру в повоєнний радянський період творили такі відомі театральні діячі: диригенти Онисим Брон, Володимир Пірадов, Лев Любимов, Тетяна Коломійцева, Ярослав Вощак, Володимир Мошенський, Геннадій Проваторов, Марк Шнейдерман Олександр Анісімов; режисери Олег Моралев, Дмитро Смолич, Юрій Юженцев, Семен Штейн, В'ячеслав Цюпа, Маргарита Ізворська-Єлізарьєва; художники Сергій Ніколаєв, Євген Чемодуров, Ернст Гейдебрехт, Євген Ждан, В'ячеслав Окунєв.

Солісти опери: Микола Ворвулєв, Зеновій Бабій, Нінель Ткаченко, Олександр Дедик, Людмила Шемчук, Ігор Сорокін, Марія Гулегіна, Едуард Пелагейченко, В'ячеслав Полозов.
Театр багато гастролював у містах СРСР, зокрема не раз виступав на найпрестижнішій у Союзі сцені — у Большому театрі в Москві.
1989 року на сцені Оперного театру БРСР було поставлено шедевральну національну оперу «Дзікае паляваннє караля Стаха» Солтана (за твором В. С. Короткевича), що здобула Державну премію Білорусі.

### Театр у незалежній Білорусі

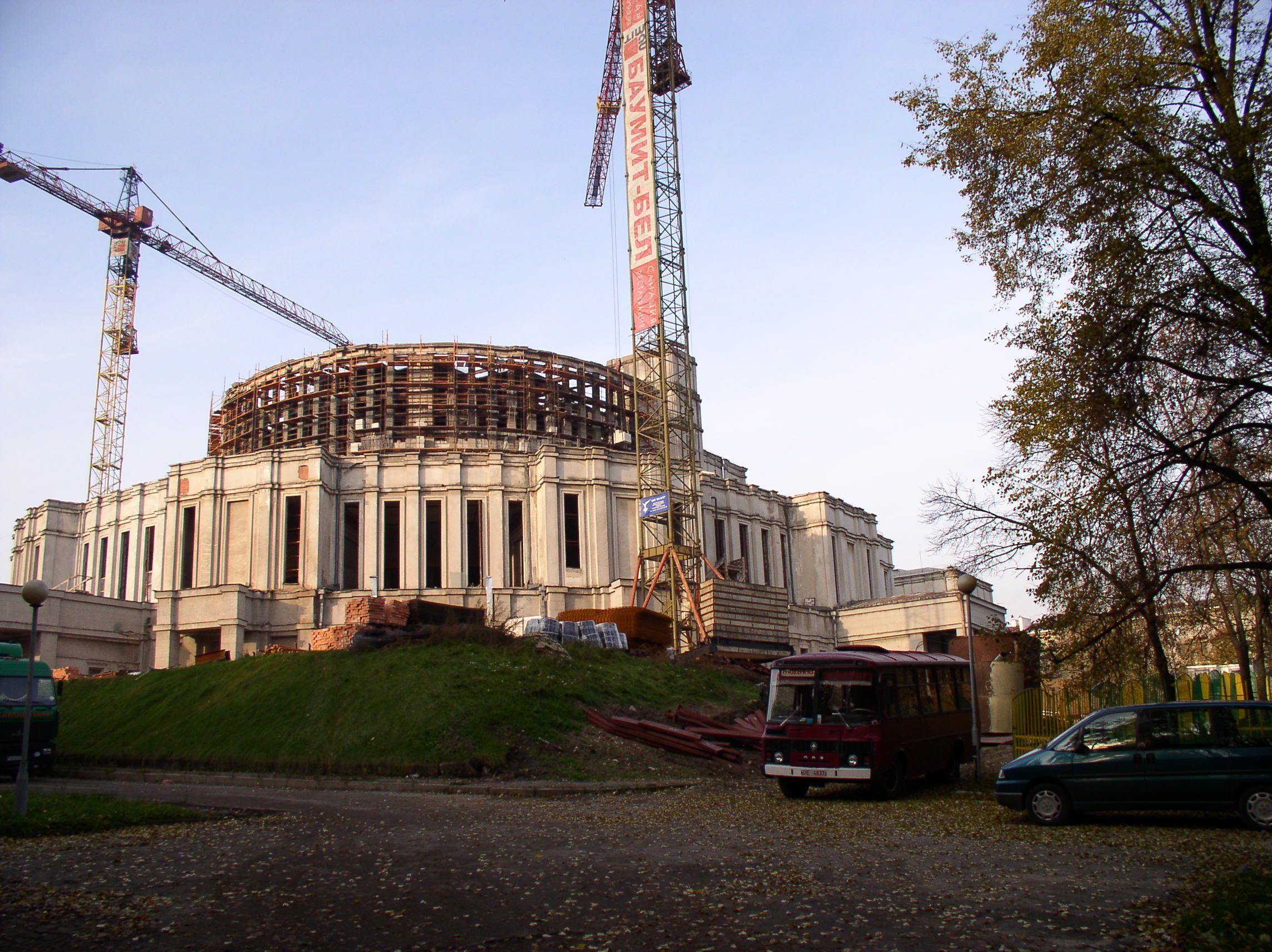
Остання реконструкція театру, жовтень 2006

Діяльність театру в 1990-ті позначена безперервним збагаченням репертуару шедеврами класики, подальшим зверненням до національного матеріалу, продовженням творчих пошуків.
1996 року в результаті реорганізації єдиний театр розділився на самостійні структури: опери та балету.
У 1996 році балет «Страсці» («Рагнеда») Мдивані-Єлізарьєва, присвячений непростій долі полоцької княгині Рогніди, було удостоєно Державної премії Республіки Білорусь, премії Міжнародної асоціації танцю під егідою ЮНЕСКО «Бенуа де ля данс».
Останні великі (терміном на 2 роки) відновлювальні роботи у приміщенні мінського оперного театру здійснювались, починаючи від 2006 року.
У 2009 році після капітальної реконструкції приміщення було прийнято рішення знову об'єднати трупи в єдиний Національний академічний Великий театр опери та балету.

## Реперутар і діяльність

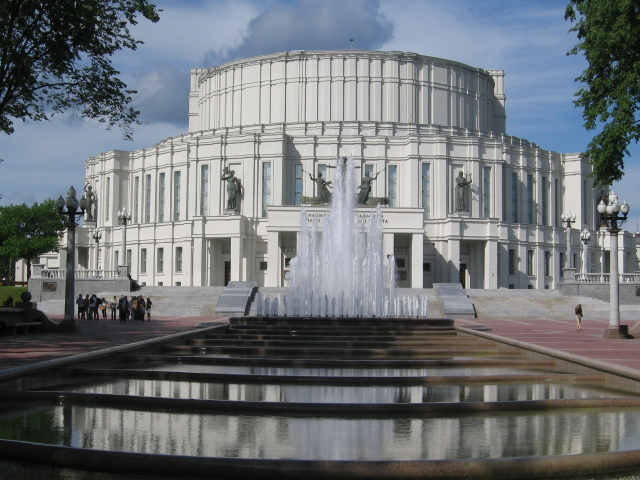
Театр сьогодні, травень 2010 року

Основу репертуару Національного академічного Великого театру опери та балету Республіки Білорусь складають опери світового надбання — європейської та російської класики, зокрема шедеври італійського бельканто: «Набукко», «Бал-маскарад», «Аїда», «Отелло» Джузеппе Верді, «Мадам Баттерфляй», «Тоска», «Богема» і «Турандот» Джакомо Пуччіні. Одні з найулюбленіших постановок також опера «Князь Игорь» Олександра Бородіна, «Травіата» Дж. Верді, «Кармен» Жоржа Бізе, «Євгеній Онєгін» Петра Чайковського.
Не сходять зі сцени й взірці білоруської національної опери — «Дзікае паляванне караля Стаха» Володимира Солтана, «Зорка Венера» Юрія Семеняко, «Сівая легенда» Дмитра Смольського, «Князь Новоградский» Андрія Бондаренка тощо.
Діяльності балетної трупи у 80—90-і рр. притаманне збагачення репертуару та засвоєння сучасної хореографії — в цей час здійснено яскраві постановки Валентина Єлізарьєва «Кармен-сюита», «Сотворение мира», «Тиль Уленшпигель», «Спартак», «Щелкунчик», «Кармина Бурана», «Болеро», «Ромео і Джульєтта», «Страсти», «Жар-птица», «Весна священная».
Значною подією в історії Білоруської опери стали масштабні постановки опер «Война и мир» Сергія Прокоф'єва, «Леди Макбет Мценского уезда» Дмитра Шостаковича, «Борис Годунов» Модеста Мусоргського. З 1997 року педагогом-репетитором працювала Людмила Бржозовська.
Яскраві прем'єри останнього десятиліття (2000-ні):
- «Юбилей» Сергія Кортеса (2002);
- «Записки сумасшедшего» В'ячеслава Кузнецова (2005);
- «Синяя Борода и его жены» Віктора Копитька (2006);

У 76-му театральному сезоні (2008/2009) відбулася прем'єра білоруської комічної опери «Чужое багацце», реконструйованої Володимиром Байдовим та Віктором Скоробогатовим за автентичними партитурам композитора Яна Голланда, а також німецьким хореографом-постановником Дитмаром Зайффертом було відновлено балет «Тщетная предосторожность» . У 77-му театральному сезоні (2009/2010) відбулися прем'єрні покази балету «Золушка» в постановці московського хореографа Юрія Викторовича Пузакова та опери «Трубадур» шведського режисера Маріанни Берглоф. До театру у 2009 році повернулась провідний майстер сцени Марина Вежновець.
За останні 15 років (дані на поч. 2010 року) колектив театру побував із гастролями у понад 30 країнах світу, причому в деяких з них неодноразово.